# Kontrafaktisk historia

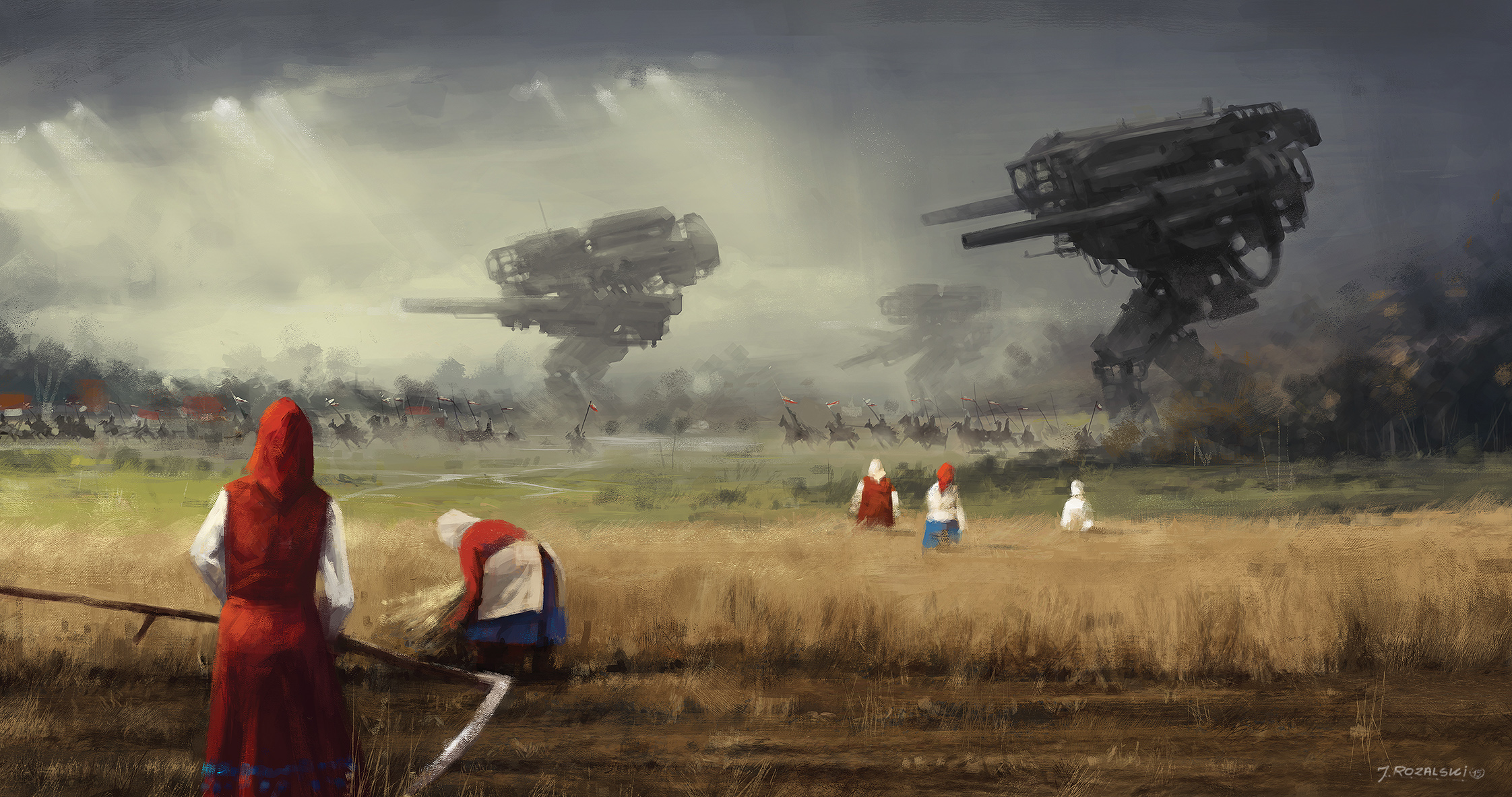
1920 - Before the storm, berömd Kontrafaktisk målning

Kontrafaktisk historia är ett historiografiskt begrepp för en metod där historieforskare med hjälp kontrafaktiska villkorssatser försöker utröna om den historiska utvecklingen skulle ha förändrats ifall en eller flera händelser hade utvecklats på ett annat sätt. Till exempel: ”Skulle nazismen ha vuxit fram i Tyskland även om Hitler hade stupat i första världskriget?”
Kontrafaktisk historia ska inte sammanblandas med den närbesläktade skönlitterära genren alternativhistoria. Medan kontrafaktisk historia försöker att vetenskapligt pröva om ett alternativt skeende verkligen skulle ha förändrat det som skedde, förutsätter alternativhistoriska romaner och filmmanus att en alternativ händelse i det förflutna verkligen skulle ha förändrat världen.
Begreppet ska inte heller sammanblandas med historierevisionism, där forskare efter nya studier av källmaterialet ifrågasätter etablerade slutsatser om historiska händelser.